# スバドラー
スバドラー（梵: सुभद्रा、IAST：Subhadrā）は叙事詩『マハーバーラタ』の登場人物。またバーガヴァタ・プラーナや他の古代ヒンドゥー教の経典にも登場する。ヴリシュニ族のヴァスデーヴァとデーヴァキーの娘、ヴィシュヌの化身クリシュナとバララーマの妹。兄クリシュナの親友アルジュナの妻であり、アビマニユの母であり、パリクシットの祖母でもある。
スバドラーとアルジュナの結婚は『マハーバーラタ』やプラーナ文献で語られている。彼女はクリシュナ（ジャガンナート）やバララーマとともに、プリのジャガンナート寺院で神の1柱として崇拝されている。

## 神話

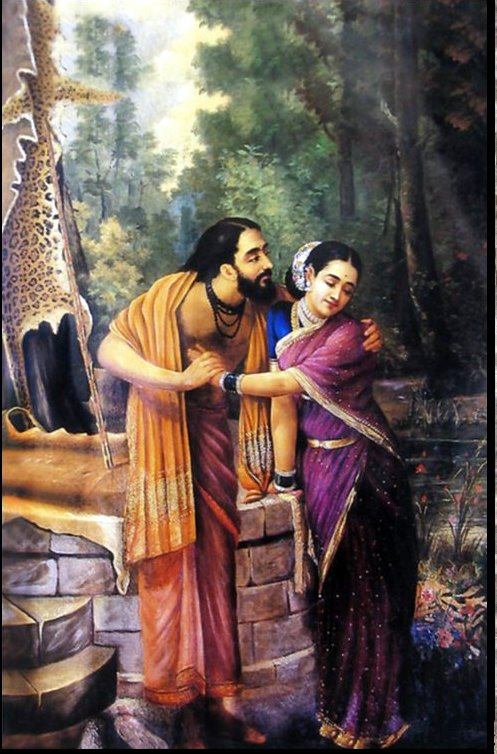
ラヴィ・ヴァルマの1890年頃の絵画『アルジュナとスバドラー』

### 『マハーバーラタ』
アルジュナは妻ドラウパディーをめぐる兄弟間の協約に違反したため、自ら追放された。アルジュナは12年におよぶ追放期間の間に各地の聖地を旅し、ナーガ族のウルーピーやマナルーラの王女チトラーンガダーといった女性と巡り合った。その後、アルジュナはプラバーサ国でクリシュナと再会し、彼が治める王都ドゥヴァーラカーに赴いた。ちょうどその頃、ドゥヴァーラカーではライヴァタカ山で盛大な祭が始まろうとしていた。スバドラーは多くのヴリシュニ族と同様に祭に参加した。クリシュナとともに祭に訪れたアルジュナは彼女を一目見てすぐさま恋に落ちた。
アルジュナからスバドラーとの結婚について相談を受けたクリシュナは、「王族の女性の結婚は婿選び（スヴァヤンヴァラ）で決定するのが望ましいが、勇猛な王族の男性にとっては力ずくで略奪することも称えられる。女心は不可解であり、婿選びによる決定は不確実であるから、力ずくで奪うべきである」と助言した。そこでアルジュナは戦車を駆り、スバドラーを略奪した。それは彼女がライヴァタカ山での礼拝を終えてドゥヴァーラカーへ帰る途上でのことであった。
スバドラーが略奪されたことを知ったヴリシュニ族の男たちは驚いて大混乱に陥った。彼らは彼女を取り返そうとしたが、バララーマは彼らを諫めた。「クリシュナが黙っているのに騒ぐでない。まずクリシュナの意向をうかがうべきである」。しかしバララーマはクリシュナに対しても苦言を述べた。「なぜあなたは黙って傍観しているのか。我々はアルジュナをもてなしたのに、あの男はそれに値しない振舞いをした。我々を侮辱し、クリシュナを無視して、スバドラーを略奪したのだ。クリシュナよ、あの男は私の頭を踏みつけたのにどうして我慢できるだろうか。私はクル族を地上から抹殺するであろう」。
対してクリシュナは、アルジュナは我らを侮辱したのではなく、婿選びやその他の困難を考慮して王族にふさわしい手段を取ったのであると、アルジュナの行動の正当性を主張した。そして一族の取るべき手段として「礼を尽くして懐柔し、ドゥヴァーラカーに引き返してもらうのが最善である。しかしアルジュナが我々を力で破って自分の都に帰ったならば、我々の名誉は地に落ちるであろう」
そこで人々はクリシュナの考えに従った。アルジュナはドゥヴァーラカーに引き返して、スバドラーと結婚し、1年間過ごしたのち、プシュカラで残りの追放期間を過ごした。
追放期間が終わり、スバドラーを伴って帰国したアルジュナに対して、ドラウパディーは不満を漏らした。そこでアルジュナはドラウパディーに何度も許しを請い、スバドラーに牛飼女の格好をさせて王宮に行かせた。スバドラーはドラウパディーとクンティーに挨拶して「私は召使いの女です」と言った。ドラウパディーは喜んで彼女を抱き締め、「アルジュナが別の妻を持ちませんように」と言った。その後、スバドラーはアルジュナの息子アビマニユを生んだ。その後、アビマニユがクル・クシェートラでの大戦争でシンデゥ国王ジャヤドラタに殺されたとき、スバドラーは悲嘆し、大戦争が終わるとクリシュナとともにドゥヴァーラカーに帰った。

### プラーナ文献

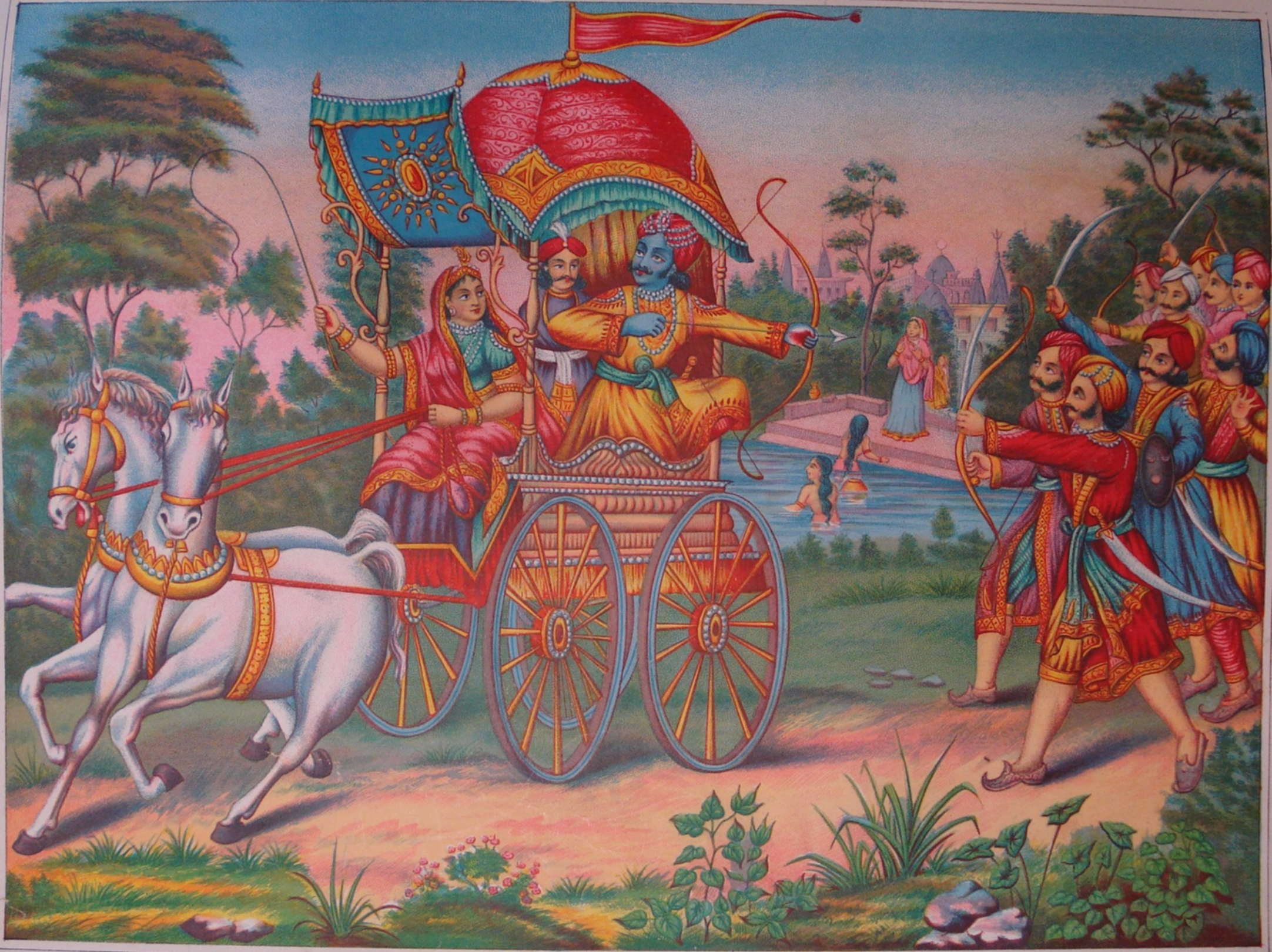
『バーガヴァタ・プラーナ』ではアルジュナと相思相愛の仲として語られている

『バーガヴァタ・プラーナ』によると、兄のバララーマはスバドラーをパーンダヴァと敵対するドゥルヨーダナと結婚させようとした。一族は反対したがバララーマの意志は固かった。そこでアルジュナはスバドラーを自分の妻にしたいと考え、隠者に変装してドゥヴァーラカーに赴いた。そして正体を悟られないままバララーマから隠者としての尊敬を得た。
その後、バララーマに招かれたアルジュナは王宮でスバドラーを一目見て恋に落ち、スバドラーもまた若い隠者に恋をした。アルジュナは密かにヴァスデーヴァとデーヴァキーの許可を得て、スバドラーが神々の祭礼に詣でるときを狙って奪った。バララーマはアルジュナの行動に激怒したが、クリシュナや一族、友人たちが必死に止めたおかげで気を取り直し、2人を祝福した。

## 信仰
インド東部のオリッサ州プリーではクリシュナ（ジャガンナート）、バララーマとともにジャガンナート寺院で崇拝されている3柱の神の1柱であり、 毎年恒例のラタ・ヤートラ祭の山車の1つはスバドラーに捧げられている。

## ギャラリー

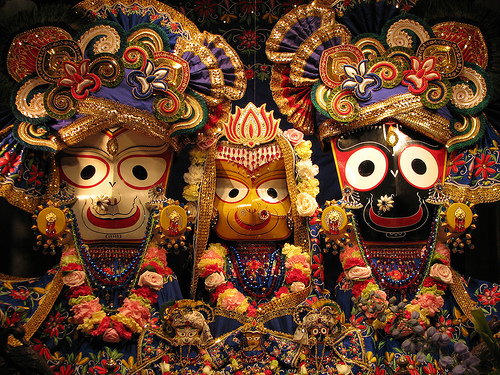
バララーマとスバドラー、ジャガンナート（クリシュナ）
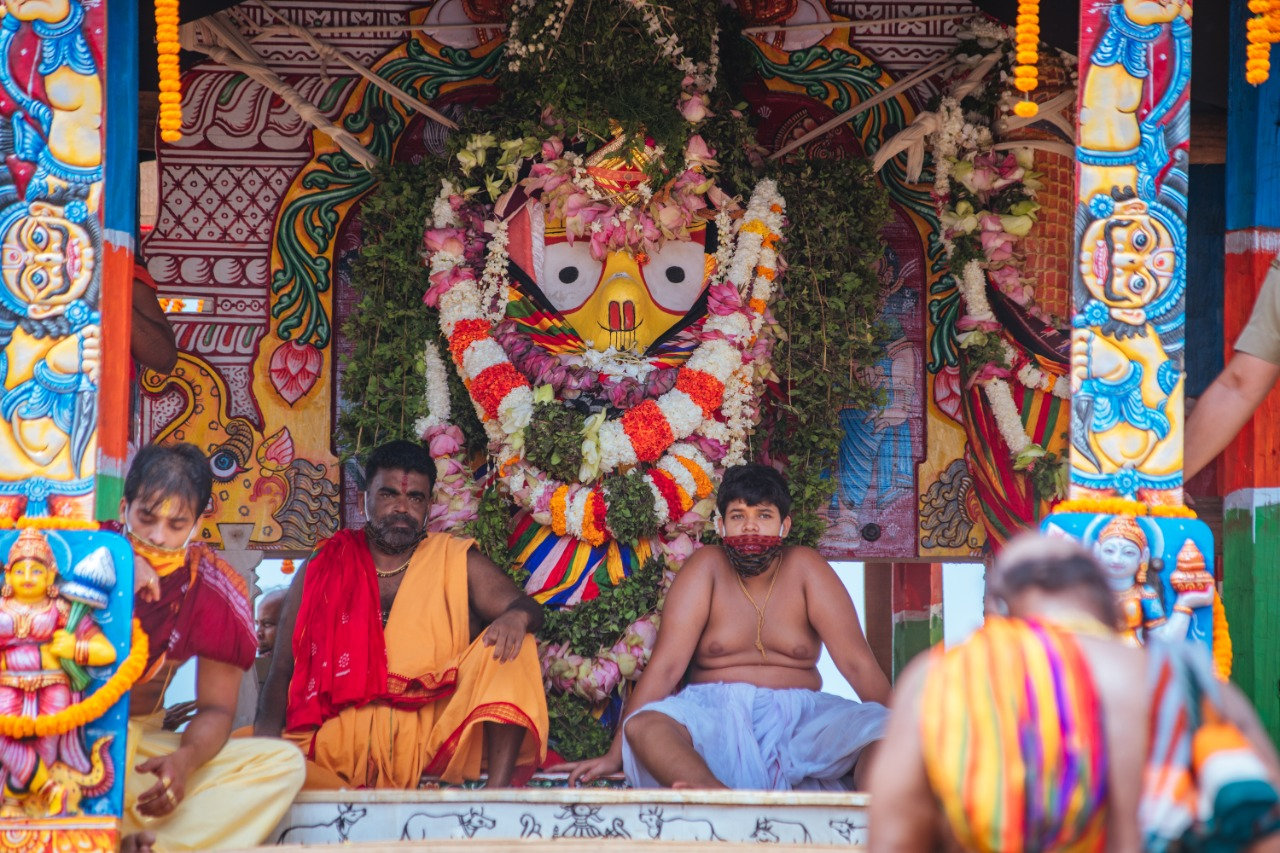
プリーのジャガンナート寺院のスバドラー